# Kościół św. Bartłomieja w Rabacie
Kościół Świętego Bartłomieja (malt. Il-knisja ta' San Bartilmew, ang. Church of St Bartholomew lub St Bart's Church) – średniowieczny rzymskokatolicki kościół w Rabacie na Malcie. Jest jedyną pochodzącą z wieków średnich, zachowaną świątynią w mieście.

## Historia
Istniejący kościół został zbudowany około roku 1440, przez jego fundatora Costantina Bartolo. Jego fasada jest typowo średniowieczna, z ostrym łukiem ponad głównymi drzwiami. Wnętrze również zawiera kilka ostrych łuków, wspierających sufit. W roku 1670 biskup Molina wizytował kościół, i zastał go w dobrym stanie. W kościele odprawiano wtedy mszę świętą w każdą niedzielę, oraz kilka mszy 24 sierpnia, w dzień patrona.
W roku 1798 Emmanuele Vitale w tej kaplicy planował i organizował powstanie przeciwko Francuzom, którzy w tym czasie okupowali Maltę.
Podczas II wojny światowej kościół został zdesakralizowany, i od tego czasu używany był jako sala szkolna. Dziś kościół jest odrestaurowany i otwarty dla celów religijnych. W dni powszednie odbywa się nieustająca adoracja Najświętszego Sakramentu.

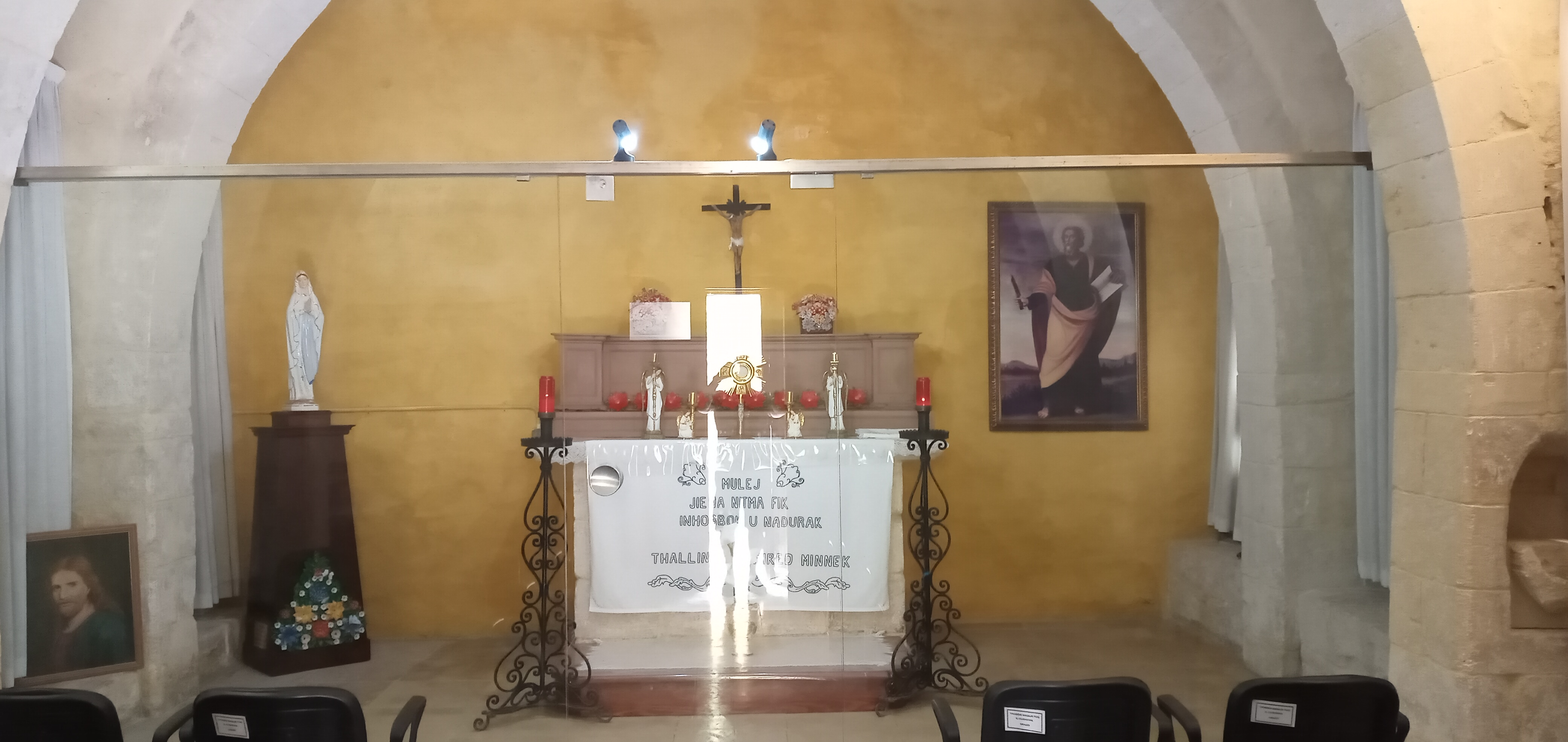
Wnętrze kościoła.